# Tony Trischka
Anthony Cattel Trischka (Syracuse, 16 januari 1949) is een Amerikaanse country- en bluegrassbanjospeler.

## Biografie
Trischka's interesse voor de banjo was ontstaan in 1963 door Charlie and the MTA van The Kingston Trio. Twee jaar later voegde hij zich bij de Down City Ramblers, waar hij bleef tot 1971. In hetzelfde jaar maakte hij zijn platendebuut op 15 Bluegrass Instrumentals met de band Country Cooking. Gelijktijdig was hij ook lid van de eerste Amerikaanse sports-rockband Country Granola. In 1973 begon een 3 jaar durend stuk met Breakfast Special. Tussen 1974 en 1975 nam hij de twee soloalbums Bluegrass Light en Heartlands op. Na het soloalbum Banjoland in 1976 werd hij muzikaal leider van de Broadway-show The Robber Bridegroom. Trischka toerde met de show in 1978, het jaar dat hij ook speelde met de Monroedoctrine.
In 1978 toerde Trischka door Japan en nam hij op met Peter Rowan en Richard Greene. Begin jaren 1980 begon hij op te nemen met zijn band Skyline, die hun eerste album uitbrachten in 1983. Latere albums waren Robot Plane Flies over Arkansas (solo, 1983), Stranded in the Moonlight (met Skyline, 1984) en Hill Country (solo, 1985). In 1984 trad hij op in zijn eerste film Foxfire. Drie jaar later werkte hij aan de eerder opgenomen muziek voor de off-Broadway-productie van Driving Miss Daisy met Jessica Tandy en Morgan Freeman. Trischka produceerde in 1988 No More Angels van de Belgische band Gold Rush. Het opvolgende jaar nam Skyline hun laatste album Fire of Grace op. Hij nam ook de titelmuziek op voor Books on the Air, een populaire National Public Radio-show. Hij ging verder met zijn connectie met het netwerk door hun optreden bij Garrison Keillors Prairie Home Companion, Mountain Stage, From Our Front Porch en andere radioshows. Trischka vervolgde zijn opnamecarrière met World Turning (1993), Glory Shone Around: A Christmas Collection (1995) en Bend (1999). New Deal volgde in 2003.
Double Banjo Bluegrass Spectacular, met optredens van Steve Martin, Earl Scruggs, Béla Fleck, Tony Rice en vele andere sterren, kwam vier jaar later uit. Voor deze opnamen ging Trischka terug naar de bluegrass en ververste de dubbele banjo-traditie. In oktober 2007 kreeg hij een IBMA (International Bluegrass Music Association) Award voor «Banjoplayer of the Year 2007». Double Banjo Bluegrass Spectacular kreeg deze award voor «Recorded Event of the Year», «Instrumental Album of the Year» en een Grammy-nominatie.
Hij schreef meer dan vijftien educatieve boeken en een reeks dvd's. In juli 2009 stichtte hij de grensoverschrijdende Online Banjo School with Tony Trischka, een interactieve online school die studenten over de wereld leert banjo te spelen met ArtistWorks. Trischka is nauw betrokken met newgrass, dat diverse vernieuwingen kenmerkt van traditionele bluegrass met jazzy arrangementen, niet-traditionele koorstructuren en veel voorkomende covers van non-bluegrass songs. Trischka is een van de belangrijkste vernieuwers van de chromatische banjostijl. 
In 2011 kreeg Give Me the Banjo landelijke zendtijd bij Public Broadcasting Service-stations met Trischka als muzikaal leider en co-producent van de documentaire. Deze werd naderhand uitgebracht op dvd. Hij produceerde Steve Martin's Grammy-nominatie Rare Bird Alert bij Rounder Records, met optredens van Paul McCartney, de Dixie Chicks en de Steep Canyon Rangers.
In december 2012 werd Trischka onderscheiden met de United States Artists Friends Fellow als erkenning voor zijn uitstekende werk.

## Discografie
- 1974: Bluegrass Light (Rounder Records)
- 1975: Heartlands (Rounder Records)
- 1977: Banjoland (Rounder Records)
- 1979: Before the Dawn – door Skyline (Accord)
- 1981: Late to Work – door Skyline (Flying Fish Records)
- 1981: Fiddle Tunes for Banjo, met Bill Keith en Béla Fleck (Rounder Records)
- 1983: A Robot Plane Flies over Arkansas (Rounder Records)
- 1984: Stranded in the Moonlight – door Tony Trischka & Skyline (Flying Fish Records)
- 1985: Hill Country (Rounder Records)
- 1986: Skyline Drive – door Tony Trischka & Skyline (Flying Fish Records)
- 1990: Fire of Grace – door Skyline (Flying Fish Records)
- 1991: Alone Together, met Beppe Gambetta (Brambus Records)
- 1992: Solo Banjo Works, met Béla Fleck (Rounder Records)
- 1993: World Turning (Rounder Records)
- 1993: Psychograss – door Psychograss (Windham Hill Records)
- 1995: Live at the Birchmere – door The Big Dogs (Strictly Country)
- 1995: Glory Shone Around: A Christmas Collection (Rounder Records)
- 1996: Like Minds – door Psychograss (Sugar Hill Records)
- 1999: Bend (Rounder Records)
- 2005: Now Hear This – door Psychograss (Adventure)
- 2007: Double Banjo Bluegrass Spectacular (Rounder Records)
- 2008: Territory, (Smithsonian Folkways)
- 2014: Great Big World (Rounder Records)

## Televisie-optredens
- 1976: Merv Griffin Show
- 1984, 1986: Nashville Network's Fire on the Mountain
- 1987: Ralph Emery's 'Frets' Awards Show, The Nashville Network
- 1987: CBS Hallmark Hall of Fame production of Foxfire met Jessica Tandy, Hume Cronyn en John Denver
- 1989: British television production of Echoes of America: History of the Five String Banjo
- 1992: Where in the World is Carmen Sandiego? (PBS)
- 1995: CBS Sunday Morning met Charles Osgood – feature story (met Béla Fleck)
- 1996: ABC World News Tonight met Peter Jennings, Summer
- 1997: ABC Views, met Béla Fleck, Summer
- 2004-2006: Live at the Quick, met Bela Fleck
- 2007: The Ellen DeGeneres Show, met Steve Martin, Brittany Haas en Michael Daves
- 2007: Late Show with David Letterman, met Steve Martin, Bela Fleck, Brittany Haas en Michael Daves
- 2018: CBS Television Network's Elton John: I'm Still Standing - A Grammy Salute, met Miley Cyrus

## Publicaties
- 1976: Melodic Banjo, Oak Publications
- 1977: Banjo Song Book, Oak Publications
- 1988: Masters of the 5-String Banjo, Oak Publications

- Bibliothèque nationale de France: cb13989063v (data)
- Gemeinsame Normdatei: 134944461
- International Standard Name Identifier: 0000 0001 1449 9808
- Library of Congress Control Number: n82153097
- MusicBrainz: 4ff84a40-f048-4cb7-abef-e92146f9a330
- Nationale Bibliotheek van Tsjechië: js20080523011
- Nederlandse Thesaurus van Auteursnamen: 101179448
- SNAC: w66d9bqs
- Virtual International Authority File: 84273561
- WorldCat: E39PBJm4RpGjX6yy8h4JBq8jYP